# Lori de Kuhl
Vini kuhlii
Pour les articles homonymes, voir Kuhl.
Espèce
Statut de conservation UICN

 EN B1ab(v) : En danger
Statut CITES
Le Lori de Kuhl (Vini kuhlii), plus communément connu sous le nom de Lori de Rimatara, est une espèce de psittacidés qui vit sur l'île de Rimatara de l'archipel des Australes en Polynésie française. En 2007, 27 ont été réintroduits à Atiu dans les îles Cook où ils se sont multipliés à plus de 400.
Son nom est dédié à l'ornithologue allemand Heinrich Kuhl (1791-1821).

## Description
Le Lori de Kuhl mesure environ 19 cm. Son plumage est globalement bicolore : vert pour les parties supérieures et rouge pour les inférieures. La nuque et les cuisses sont violet intense. Le ventre est jaune, le bec orange et les iris bruns.
Les immatures ont les parties inférieures marbrées de violet, le bec et les iris brun foncé.

## Habitat et comportement
Cet oiseau fréquente les forêts littorales de palmiers où il se déplace seul ou en couple.

## Répartition
Le Lori de Kuhl possède une aire de répartition limitée, en Polynésie française, on ne le trouve que sur l'île de Rimatara. Il habitait originellement également aux Ngaputoru (Atiu, Mauke et Mitiaro) et Mangaia aux îles Cook, avant de disparaître.
Plus récemment, il a été introduit dans certaines îles des Sporades équatoriales, aux Kiribati.
En  avril 2007, 27 loris de Kuhl furent généreusement offerts par les habitants de Rimatara à ceux d'Atiu afin d'y être réintroduites. Cet oiseau prisé pour ses plumes rouges qui servait à Atiu à la confection des "pare kura" (coiffes d'Ariki) avait disparu de cette île il y a bien longtemps. Pour fêter cet événement, les gens d'Atiu reconnaissants ont composé pour l'occasion et comme le veut la tradition polynésienne, toute une série de chants et de danses rappelant les liens désormais indéfectibles entre Atiu et Rimatara,

## Statut de conservation
Le Lori de Kuhl est menacé d'extinction en raison de la destruction de son habitat par l'homme et du pillage des nids par les rats.
Une seule population atteint 1 000 individus, une seconde environ 800 et les autres de 2 (un couple sur l'île de Christmas) à 50 individus.

### Sources
- Forshaw J.M. (2006) Parrots of the World. An identification guide. Princeton University Press, Princeton, Oxford, 172 p.
- Mario D. & Conzo G. (2004) Le grand livre des perroquets. de Vecchi, Paris, 287 p.